# Юзьків Ярослав Богданович
Юзьків Ярослав Богданович (нар. 2 січня 1955, Долина) — український скульптор, педагог.

## Біографія
Народився 2 січня 1955 року в місті Долина Івано-Франківської області. Навчався у місцевій художній школі. 1981 року закінчив відділ художньої кераміки Львівського інституту прикладного та декоративного мистецтва. Серед викладачів були Іван Франк, Іван Якунін. Ще під час навчання взяв участь у двох республіканських виставках. Працює у Львівському державному коледжі декоративного і ужиткового мистецтва імені Івана Труша, завідувач відділу скульптури. Член Національної спілки художників від 1989 року, а також Клубу українських митців. Творить переважно в галузі станкової скульптури.
Роботи
| - «Двоє» (1982, тонований гіпс, 45×20×21). - «Надії» (1986, тонований гіпс, 55×16×13). - «Портрет однокурсниці Люби» (1986, бронза). - «Муза і Слава» (1987). - «Доля» (не пізніше 1989). - «Обірвана мелодія» (не пізніше 1989). - «Рубіж» (1993, бронза). - «Захисниця» (1994, бронза). - «Танцівниця» (1995, бронза). - «Крила» (1996, бронза). - «Юрій Змієборець» (1996, бронза). - «Прихована сутність» (не пізніше 1997, бронза). - «Заплутана» (1997, бронза). | - Пам'ятник «Борцям за Українську державу» в місті Долина, 2002 рік. Співавтори скульптор Василь Ярич, архітектори Володимир Сколоздра і Роман Козій. - «Протест» (2004 дерево, 41×29). - «Гармонія» (2007 мармур, 56×14×12). - «Харон» (2008 бронза, 62×40×17). - «Вавилон» (2009 бронза, 63×20×3). - «Амазонка». - «Купальниця». - «Тінь». - «Чекання». - Конкурсний проект пам'ятника Данилові Галицькому у Львові. Здобув III місце. |